# Coit

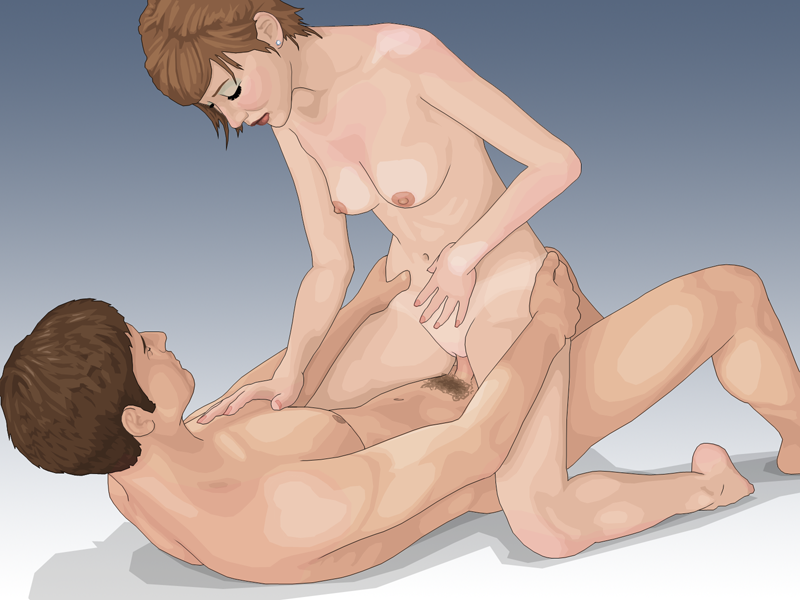
Coit entre un home i una dona

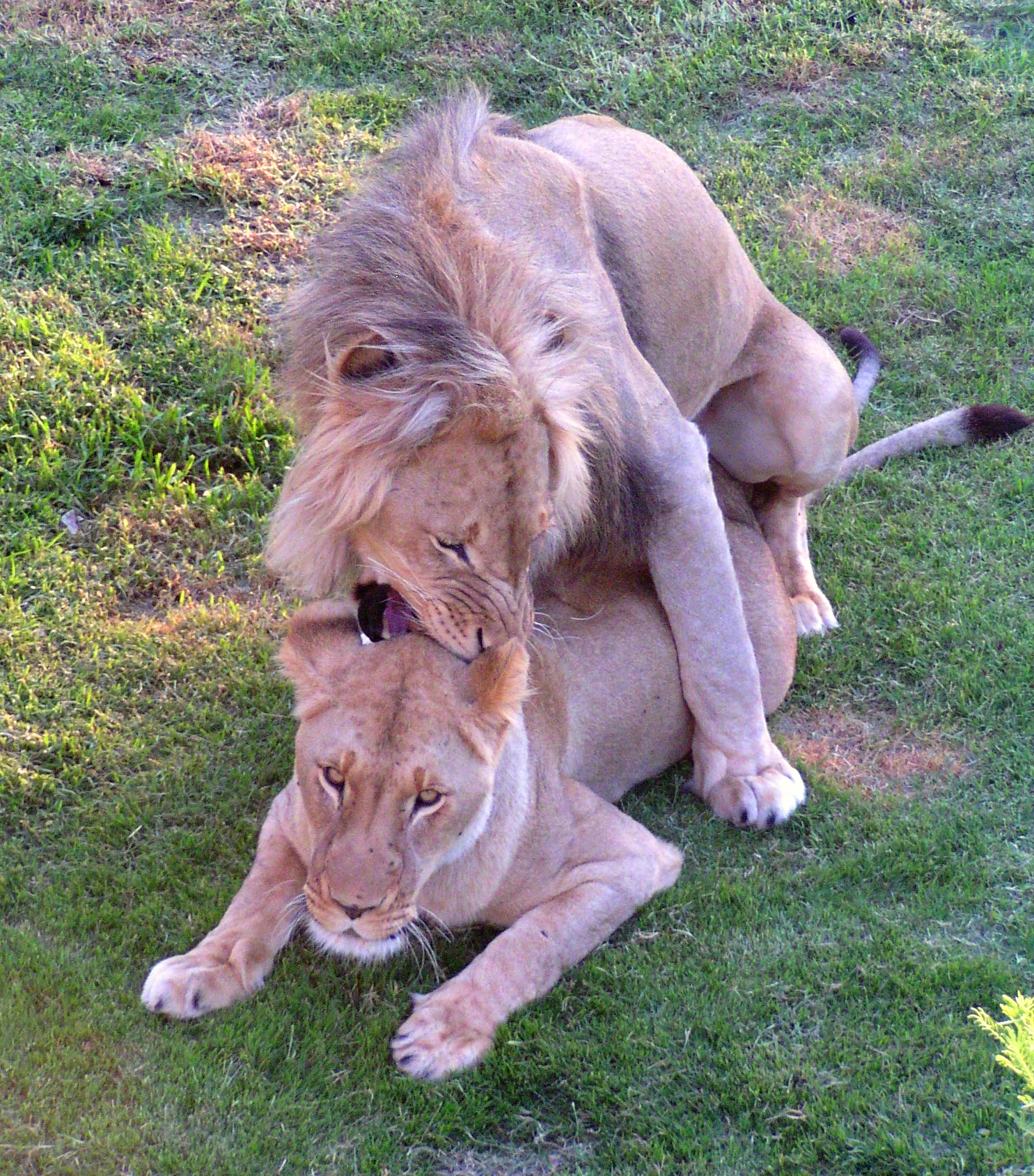
Còpula entre lleons.

El coit (del llatí: coitus) és la còpula o unió sexual entre dos individus de distint o del mateix sexe, de la mateixa o diferent espècie animal. En l'ésser humà el coit és una part de la relació sexual, i implica la participació dels òrgans genitals externs.

## Coit vaginal
Consisteix en la penetració del penis del mascle en la vagina de la femella. Es considera que el coit és complet quan ambdues parts experimenten l'orgasme. En aqueix moment generalment el mascle ejacula (emet semen, que resta depositat en la vagina).
La forma primigènia (perquè aquesta existeix en els altres mamífers de mode quasi excloent) de coit vaginal és l'anomenat "a tergo", açò és: la penetració del penis en la vagina es realitza estant la femella d'esquena al mascle; aquesta modalitat sol estimular més el clítoris i fins i tot l'àrea anterior de la vagina anomenada de Grafftenberg (punt G).

### Coitus interruptus
S'anomena coit interromput quan al final del coit l'ejaculació ocorre fora de la vagina de la dona.

## Sexe anal
En el cas del sexe anal (el terme "coit anal" no s'utilitza en el llenguatge usual), la penetració es realitza en l'anus de la parella (ja siga home o dona). La persona que és penetrada sol exercir força amb el seu esfínter anal, estrenyent el penis i augmentant la sensació plaent. Si es produeix l'ejaculació, el semen ejaculat resta dipositat en el recte fins que s'evacua.
Des de l'aparició del virus de la sida, s'ha estès l'ús del preservatiu entre moltes de les persones que practiquen sexe anal, per a evitar una possible contagi, perquè la mucosa anal no té lubricació i és molt delicada i fàcil de danyar. Amb tot el contagi per via de les relacions heterosexuals és avui en dia la predominant.

## Sexe oral
El sexe oral posseeix tres variants: la fel·lació (estimulació del penis amb els llavis i la llengua), el cunnilingus (estimulació de la vulva i el clítoris amb els llavis i la llengua) i el bes negre o rímming (estimulació de l'anus amb els llavis i la llengua). Una variant de sexe oral és la popularment coneguda com a 69 en la qual els integrants de la parella estimulen, cadascú i al mateix temps, amb la seua llengua, llavis, etc., els genitals de la parella coital (l'altra persona).
En un sentit més ampli, el sexe sempre és oral, perquè solen produir-se sempre carícies com a besos, llepades, xuplades, etc. Incloure les paraules entre els amants, les quals, en ser emeses a través de la boca, es poden considerar sexe oral, és un abús del terme.

## Sexe intercrural
El sexe intercrural també conegut com a sexe interfemoral, és una activitat sexual de tipus no penetratiu, en què un home posa el seu penis entre les cames d'un altre home (o d'una dona, tot i que aquesta activitat entre heterosexuals és menys comuna), i amb el moviment pelvià produeix fricció fins a arribar a l'orgasme.

## Fregament
El fregament, o fricció (conegut entre els cercles homosexuals amb el seu nom anglès frot o frottage) és una activitat sexual no penetrativa en què un home frega el seu penis erecte amb el penis erecte d'un altre home fins a arribar a l'orgasme per mitjà de l'estimulació del fre i el gland. El fregament també és comú entre parelles lesbianes amb el nom de tribadisme (o de forma col·loquial, tisores).

## Acte sexual

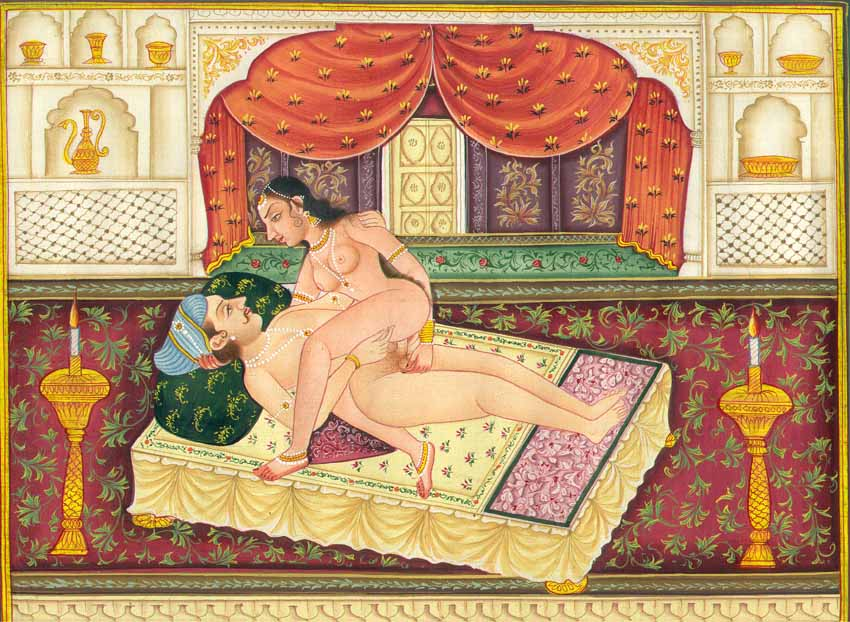
Relació sexual il·lustrada en el Kamasutra

L'acte sexual, també anomenat relació sexual és el conjunt de comportaments més o menys complexos que realitzen dos o més éssers de diferent o igual sexe, que pot, o no, concloure en el coit.

## Parts del cervell que s'activen durant l'acte sexual
Com que la resposta eròtica és integral, el sistema nerviós central, el sistema nerviós autònom i tota la corporalitat (teixits orgànics) entren en acció, amb especial èmfasi en les fibres perifèriques, la medul·la espinal i els dos hemisferis cerebrals, dret i esquerre, a banda de l'hipotàlem, que té una funció indispensable. Com més gran siga l'àrea de control de l'escorça, més sensitiva serà aqueixa part del cos.

## Tipus de relacions sexuals
- Relació heterosexual

La relació heterosexual és la relació sexual que es du a terme entre dos individus de sexes diferent.
- Relació homosexual

La relació homosexual és la relació sexual que es realitza entre dos individus del mateix sexe. La relació homosexual masculina habitualment inclou la sodomia.
- Trio

El trio és la relació entre tres persones del mateix o distint sexe.
- Intercanvi de parelles

L'intercanvi de parella implica que dues parelles heterosexuals o homosexuals establertes s'intercanvien i tenen relacions sexuals alhora però en llocs diferents, que poden ser dues habitacions o dos llits contigus. No és el mateix que el sexe en grup amb les quatre persones plegades.

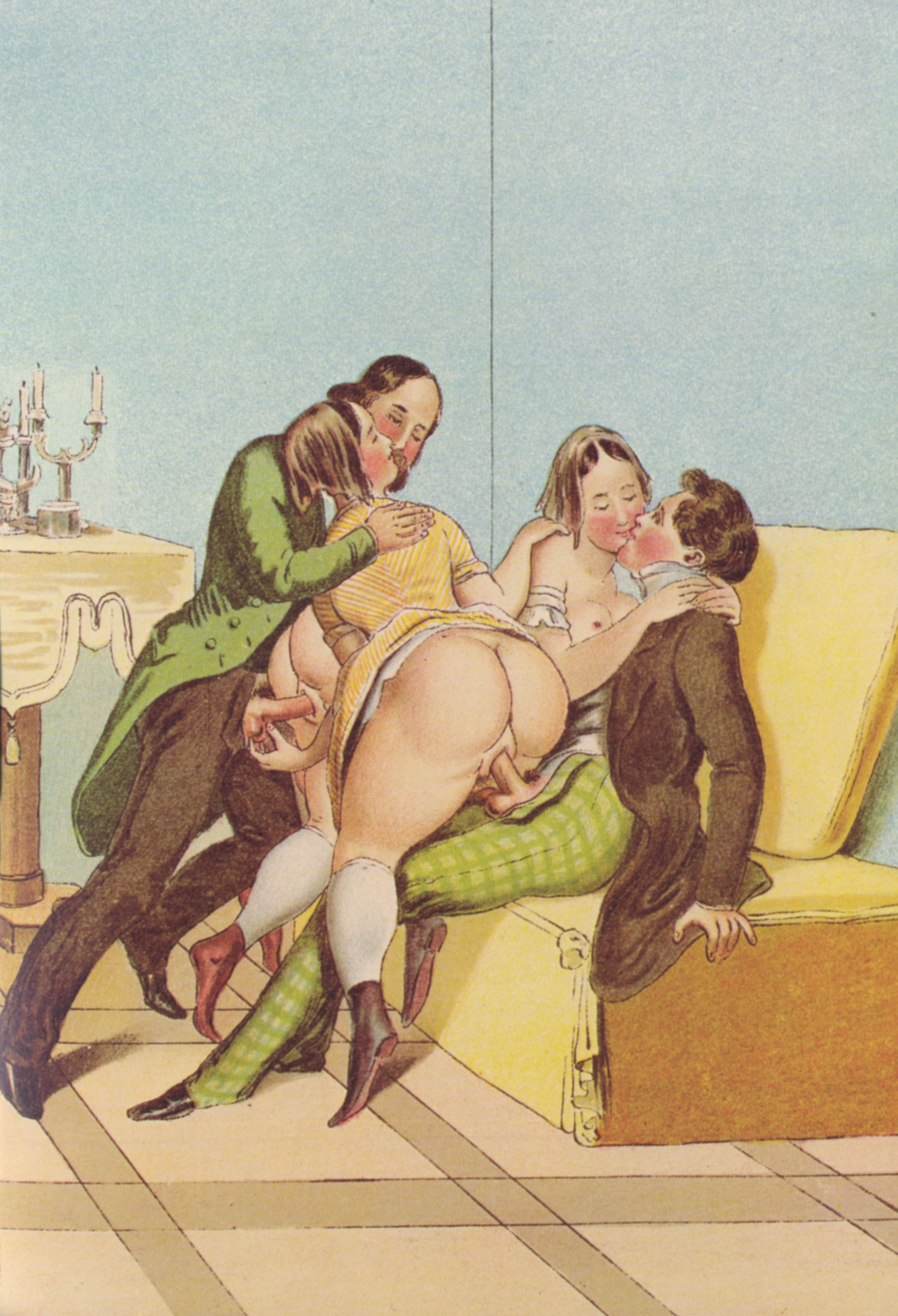
Relació sexual entre dos homes i dues dones, en la que es pot observar, que els varons estan penetrant vaginalment les dones. La dona de l'esquerra està acariciant i fregant els testicles de l'home de l'esquerra per poder produir-li un orgasme més intens

- Relació zoofílica

La relació zoofílica és la relació sexual (sexe oral, coit vaginal o coit anal) entre un subjecte i un altre d'una altra espècie.
- Sexe en grup

El sexe grupal també és conegut com a orgia: diversos individus del mateix o distint sexe tenen relacions sexuals (sexe oral, coit vaginal o coit anal) alhora i en el mateix lloc.
- Relació sexual sense coit

Implica qualsevol tipus de sexe excepte la penetració vaginal. Pot tractar-se principalment en masturbació, carícies i petons, i també pot inclure sexe anal o sexe oral, per exemple. De vegades, un dels motius pels quals s'opta per aquesta modalitat està relacionat amb la preservació de la virginitat de la dona, entesa com a no penetració vaginal o ruptura de l'himen; o també per a algunes persones, en algunes cultures, la persona que la fa en una relació extramatrimonial considera que així no enganya a la seva parella; o també pot ser que es tracte d'evitar la possibilitat d'embaràs. També es pot optar pel sexe sense coit per gust i com a preferència personal, eventual o quotidiana.
La parella pot estimular la pròstata d'un home de manera que el seu penis emeta secreció prostàtica sense que tinga un orgasme.
- Grapejament

El plaer sexual se cerca per mitjà del tacte, del palpatge, carícies i masturbacions, pot incloure o no petons. No inclou coit anal, vaginal ni bucal.

## Controvèrsies sexuals
Les relacions sexuals sempre han sigut un tema controvertit al llarg de la història de totes les civilitzacions, especialment en la cultura judeocristiana. Les religions han influït d'una forma important en el concepte de la sexualitat. En termes generals se sap que realitzar l'acte sexual contribueix a la relaxació deixant arrere l'estrès. En la cultura occidental, són il·legals determinats actes com la pedofília, l'incest o la violació.
Comportaments sexuals com l'adulteri, l'homosexualitat, les orgies i les relacions prematrimonials, poden ser rebutjats o acceptats per determinats grups de persones.